# 마리아 그라치아 쿠치노타
마리아 그라치아 쿠치노타(Maria Grazia Cucinotta, 1968년 7월 27일 ~ )는 이탈리아의 배우이다.